# 味噌拉麵

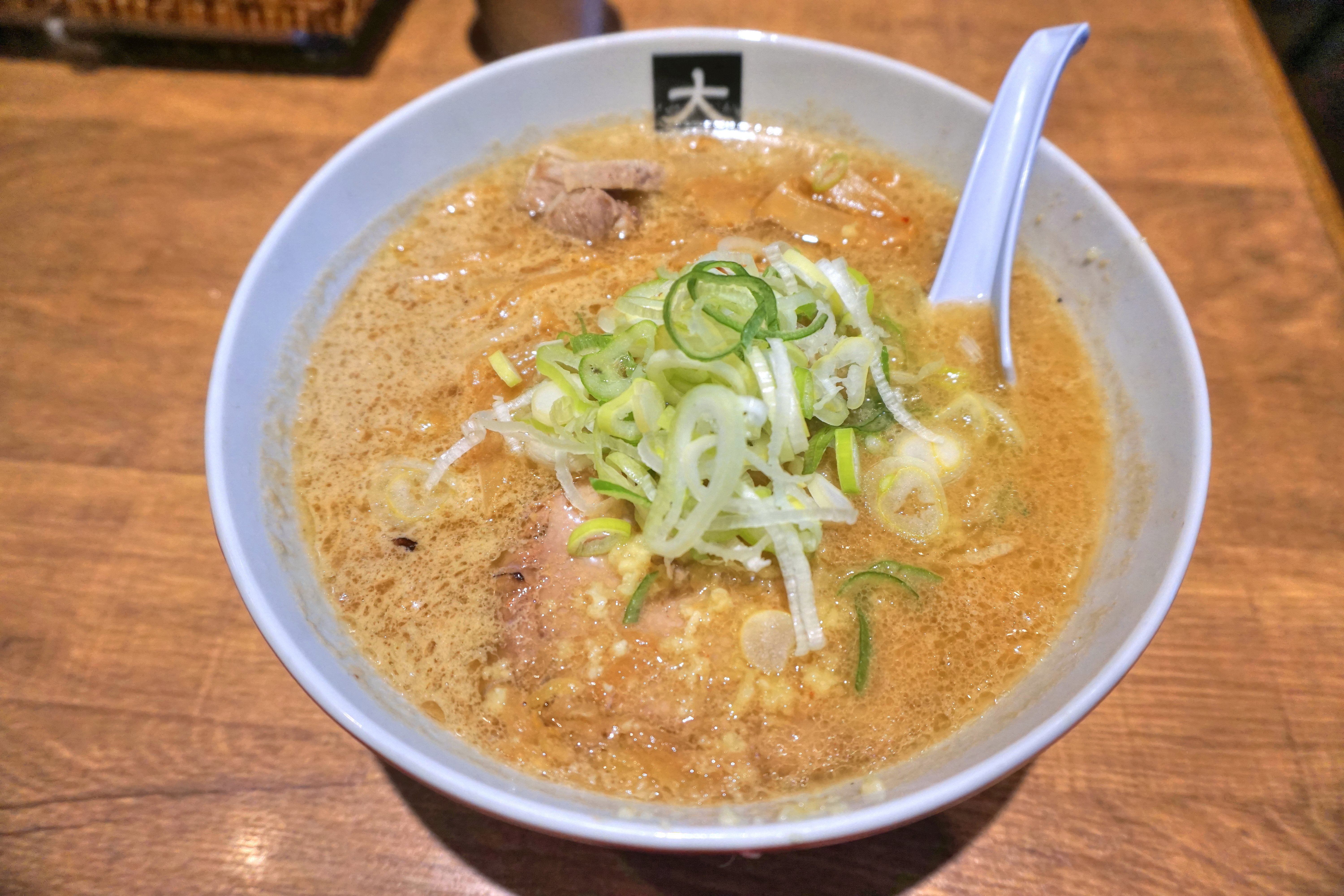
味噌拉麵

味噌拉麵（日语：味噌ラーメン）是源自於日本北海道的味噌口味拉麵，使用味噌作為拉麵湯加上日本麵條，雖然以札幌的味噌拉麵名氣最高，但其他地方也擁有出名的味噌拉麵。

## 拉麵口味
北海道擁有全日本最佳的氣侯、土壤以及水源，以重口味的「味噌拉麵」聞名，特色即在於甘醇香濃，並蘊含大豆強烈的口感，混合了豬骨、雞骨及新鮮蔬果的精華而成的湯頭，加上寒帶特有的粗麵條，油脂豐富、香濃順口的甘美滋味令人入口不忘。 

## 配料
筍乾（日语：メンマ），有些店會用乾筍搭配薄切的日式叉燒來增加拉麵的份量，通常稱為「叉燒拉麵」。

## 中國類似的料理
中國也有些用米類做成的醬，如甜麵醬，把醬放在麵條上，像是炸醬麵、擔擔麵，也有些與味噌拉麵相似。

## 外部連結
- 新横浜ラーメン博物館（页面存档备份，存于）